# Графема
Графема (от гръцкия глагол γράφω, gráphō – пиша) или писмено̀ е основният елемент на всяка писмена система. Графеми например са буква, китайски йероглиф, цифра, синтактични обозначения и други.